# USS Wasp (LHD-1)
USS Wasp (LHD-1) — Універсальний десантний корабель, є головним кораблем типу «Восп» ВМС США. Також він є десятим кораблем з такою назвою в складі ВМС США і був флагманом 2-го флоту.

## Будівництво
Корабель був побудований найбільшої суднобудівної компанією США Ingalls Shipbuilding, яка розташована в Паскагулі, штат Міссісіпі, за контрактом від 24 лютого 1984 року. Закладка кіля відбулася 30 травня 1985 року. Спущений на воду 4 серпня 1987 року. 17 вересня 1987 року відбулася церемонія хрещення. Хрещеною матір'ю стала пані Діана У. Лоуренс, дружина віце адмірала Вільям П. Лоуренса. 29 липня 1989 року на військово-морській базі Норфолк, штат Вірджинія, відбулася церемонія введення в експлуатацію. Порт приписки Норфолк, штат Вірджинія, США. З 14 січня 2018 року порт приписки Сасебо, Японія.

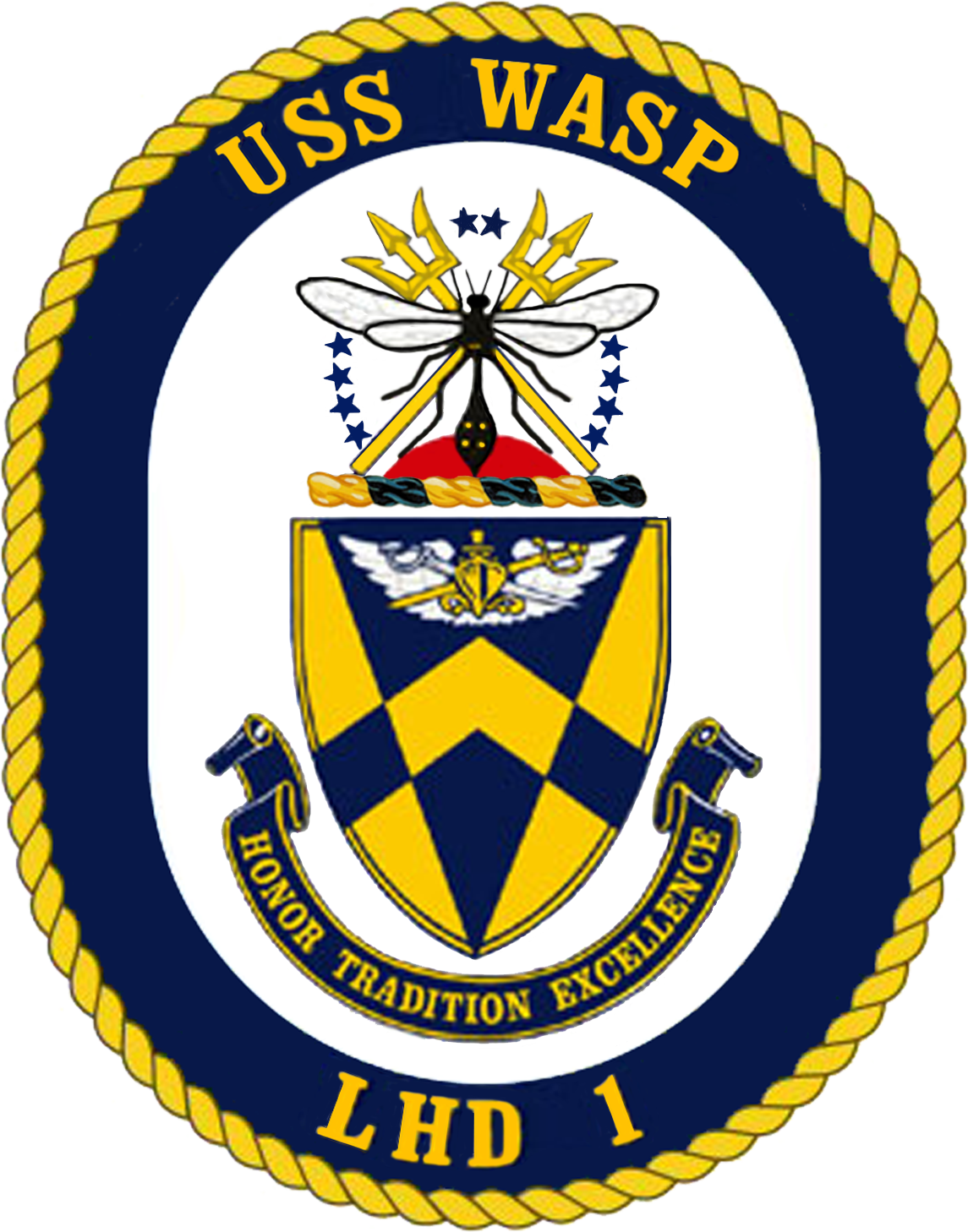
Емблема корабля

## Бойова служба
20 червня 1991 року залишив порт приписки для свого першого шестимісячного розгортання в зоні Середземному морі.
22 лютого 2002 року залишив порт приписки Норфолк для запланованого розгортання і підтримки операції «Enduring Freedom» («Нескорена свобода»), з якого повернувся в порт приписки 30 серпня.
17 квітня 2004 року залишив Норфолк з групою морських піхотинців з 22-го експедиційного підрозділу (MEU) для запланованого розгортання і підтримки операції «Enduring Freedom» («Нескорена свобода»), з якого повернувся в порт приписки 18 вересня.
25 серпня 2006 року залишив Норфолк для розгортання в східній частині Середземного моря, з якого повернувся 11 листопада.
У 2008 році на кораблі була проведена модернізація, яка тривала вісім місяців і виконувалася компанією BAE Systems.
17 вересня 2010 корабель став на ремонт для проходження восьмимісячного обслуговування.
2 травня 2011 року повернувся до порт приписки Норфолк після завершення 5-денних морських випробувань. Протягом року кілька разів виходив у море для проведення випробувань.
Протягом 2012 року кілька разів залишав порт приписки для проведення навчань.

18 вересня 2013 року прибув сухий док компанії BAE Systems в Норфолку для проведення докового ремонту і модернізації вартістю 13,9 млн доларів США. 30 вересня 2014 роки повернувся на військово-морську базу Норфолк.

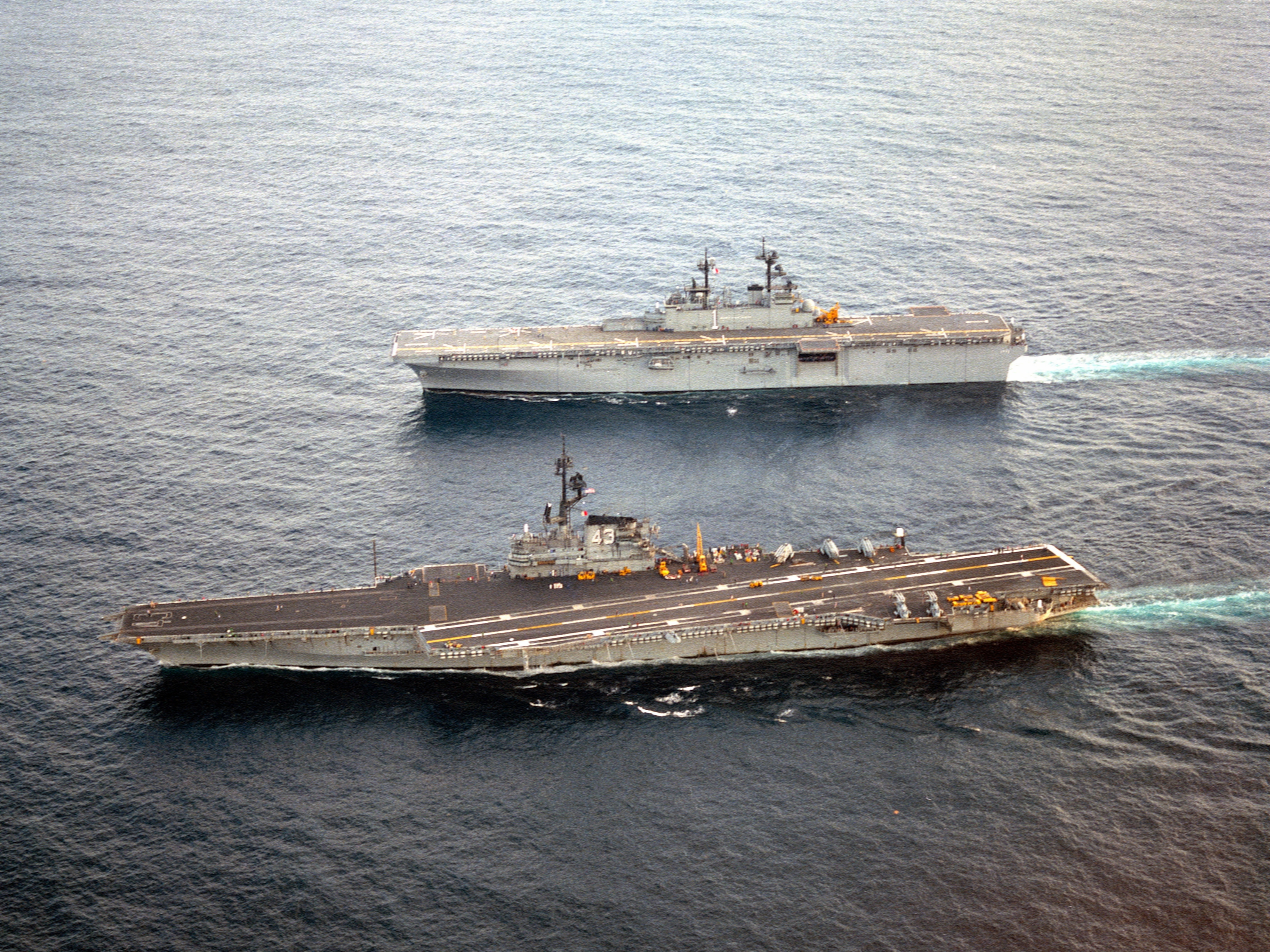
Wasp курсує поряд з авіаносцем " Coral Sea у вересні 1989 року

25 червня 2016 року залишив порт приписки Норфолк для запланованого семимісячного розгортання, яке є першим після одинадцятирічного перерви. 16 липня прибув з коротким візитом в порт Рота, Іспанія, перед майбутнім транзитом через Гібралтарську протоку, який розпочався 17 липня. 24 жовтня прибув з візитом з затоку Суду після 99 днів перебування в морі, який покинув 1 листопада і попрямував в зону відповідальності 5-го флоту США, пройшовши транзитом через Суецький канал в південному напрямку. 1 грудня транзитом пройшов Суецький канал і увійшов в Середземне море. 05 грудня компанія BAE Systems отримала контракт вартістю 55,8 млн доларів США на проведення планового технічного обслуговування, яке буде проведено на військово-морській верфі в Норфолку. Ремонтні роботи повинні бути завершені до травня 2017 року. 24 грудня 2016 року повернувся до порт приписки Норфолк.
Станом на 11 січня 2017 року перебував на корабельні BAE Systems, куди прибув раніше для проведення чотиримісячного ремонту. 8 червня прибув на військово-морську базу Норфолк після завершення ходових випробувань, які тривали два дні. 30 серпня залишив Норфолк і попрямував до свого нового порт приписки Сасебо, Японія, де буде виконувати обов'язки флагманського корабля 7-го флоту США. 4 вересня був спрямований в Карибський басейн для надання гуманітарної допомоги постраждалим від ураганів «Ірма» і «Марія», де перебував протягом двох місяців. 30 жовтня корабель з 18-денним візитом прибув на військово-морську базу Мейпорт (штат Флорида) для проведення поточного ремонту. Після завершення ремонту корабель відновив свій шлях в новий порт приписки, в рамках якого 30 листопада прибув з триденним візитом в Ріо-де-Жанейро (Бразилія). 10 грудня з одноденним візитом прибув в Пунта-Аренас (Чилі), а 11 грудня транзитом пройшов Магелланову протоку. 28 грудня прибув із запланованим візитом на військово-морську базу Перл-Харбор, Гаваї. 14 січня 2018 року прибув новий порт приписки Сасебо, Японія.

27 травня 2019 року президент США Дональд Трамп приземлився на вертольоті на борт « Wasp», який стояв на якорі біля Йокосуки, Японія, щоб виголосити промову до Дня пам'яті під час його візиту до Японії на державну вечерю з імператором Японії Нарухіто та японським прем'єр-міністром Сіндзо Абе.

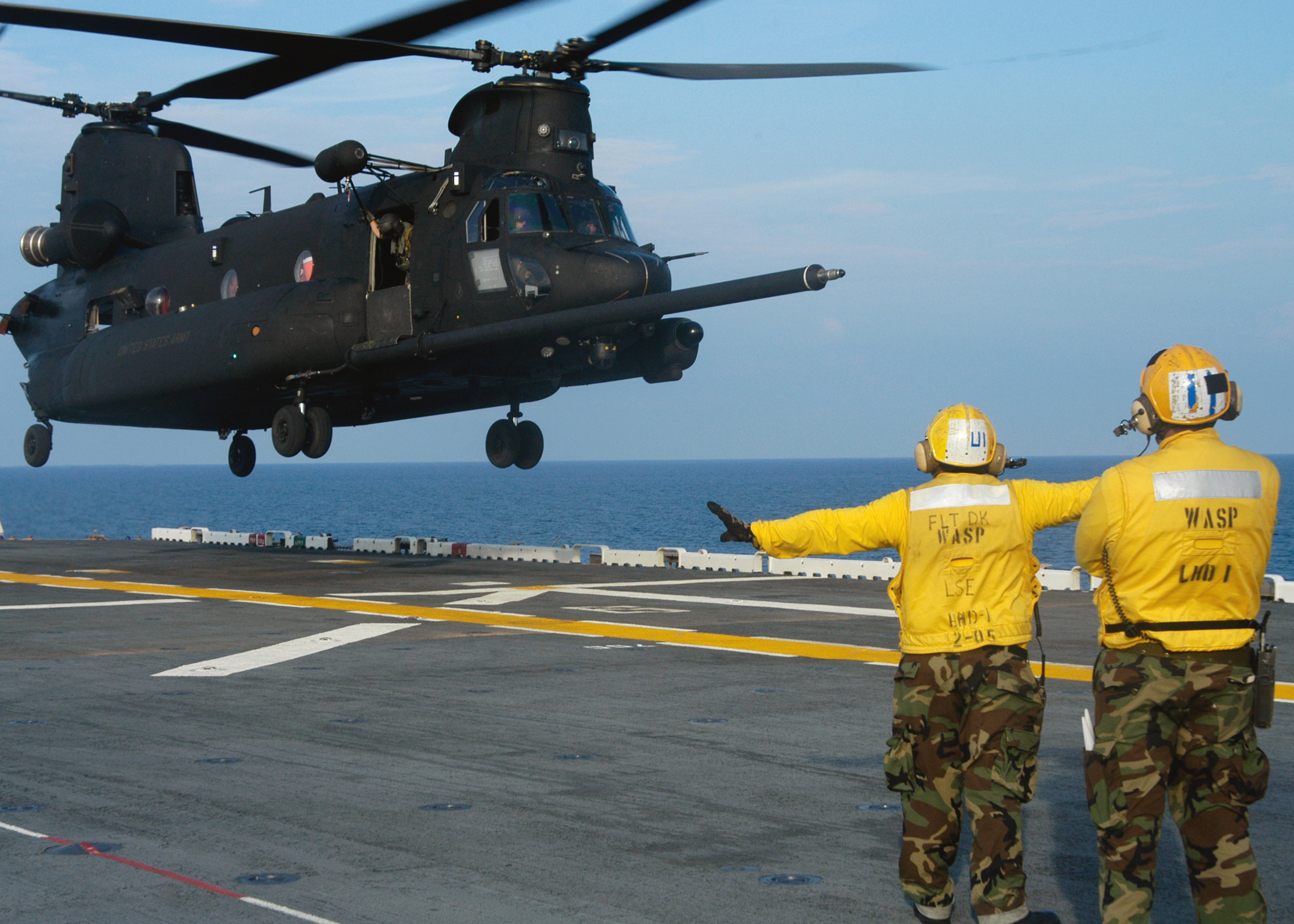
MH-47 Chinook злітає з Wasp